# Pont-Sainte-Maxence
Pont-Sainte-Maxence is een gemeente in het Franse departement Oise (regio Hauts-de-France).De gemeente telde 12.343 inwoners op 1 januari 2022. De plaats maakt deel uit van het arrondissement Senlis. 

## Geschiedenis
De plaats is ontstaan aan de oversteek van de oude Romeinse heerweg (route des Flandres) over de Oise. Over het Gallo-Romeinse verleden van Pont-Sainte-Maxence is nog niet veel geweten. In 2014 werd door de archeologen van Inrap een cultusplaats opgegraven die in gebruik was van het midden van de 2e eeuw tot het begin van de 3e eeuw. Deze bestond uit enkele gebouwen binnen een omwalling van 105 op 70 m. In het midden van het heiligdom was 70 m lang gebouw met daarin een cella die een beeld van een godheid huisvestte.

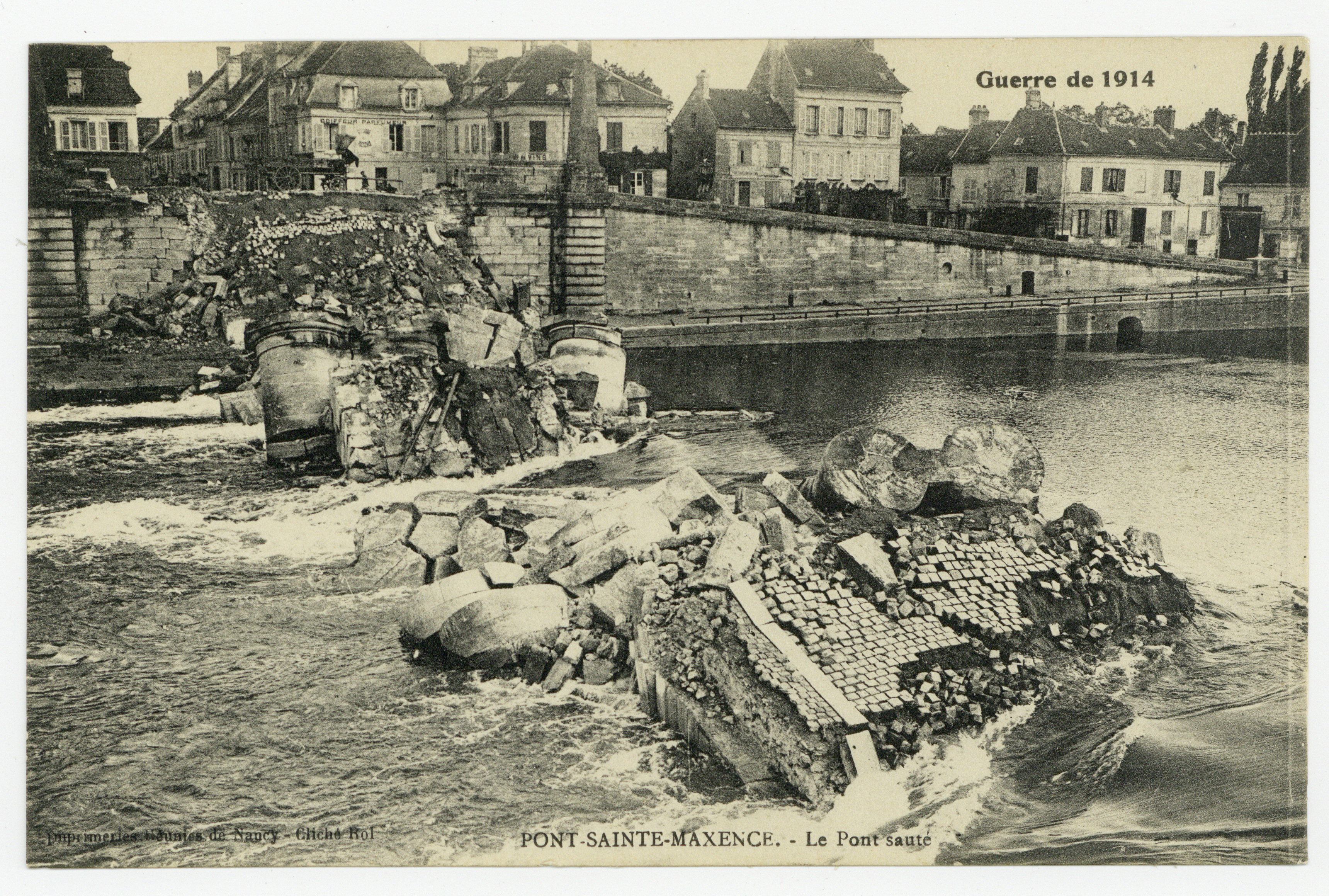
De oude brug over de Oise, vernield in 1914

De oudst bekende brug op deze plaats dateert van 673. Het gebied werd door Karel de Grote aan de Abdij Saint-Lomer geschonken. In 842 kwam het toe aan het graafschap Beauvais. Op een riviereiland in de Oise werd een feodale burcht gebouwd. De heerlijkheid Pont werd behoorde vervolgens toe aan het kroondomein tot koning Filips II het in 1221 wegschonk. Daarna behoorde de heerlijkheid tot de Franse Revolutie toe aan verschillende adellijke families.
Tussen 1359 en 1435 tijdens de Honderdjarige Oorlog was de strategische plaats in handen van de Engelsen. In 1464 werd de plaats belegerd door de Bourgondiërs.
In 1658 werd het kasteel van Pont vernield door een overstroming. Tussen 1774 en 1785 werd een nieuwe brug gebouwd onder leiding van ingenieur Jean-Rodolphe Perronet. Deze brug werd vernield in 1814. De brug werd opnieuw vernield in 1914 en in 1940. De huidige brug dateert van 1949.
De stad ontwikkelde zich voornamelijk rond de handel. Er werden wijnen, sterke dranken en landbouwproducten verhandeld. De rivierhaven van Pont-Sainte-Maxence is nog steeds belangrijk voor het transport van graan.
In 1828 werd de gemeente Plessis-Villette bij Pont-Saint-Maxence gevoegd en in 1951 het dorp Sarron.

## Geografie
De oppervlakte van Pont-Sainte-Maxence bedroeg op 1 januari 2022 14,76 vierkante kilometer; de bevolkingsdichtheid was toen 836,2 inwoners per km². De Oise stroomt door de gemeente. In de gemeente ligt het bos forêt d’Halatte.
De onderstaande kaart toont de ligging van Pont-Sainte-Maxence met de belangrijkste infrastructuur en aangrenzende gemeenten.

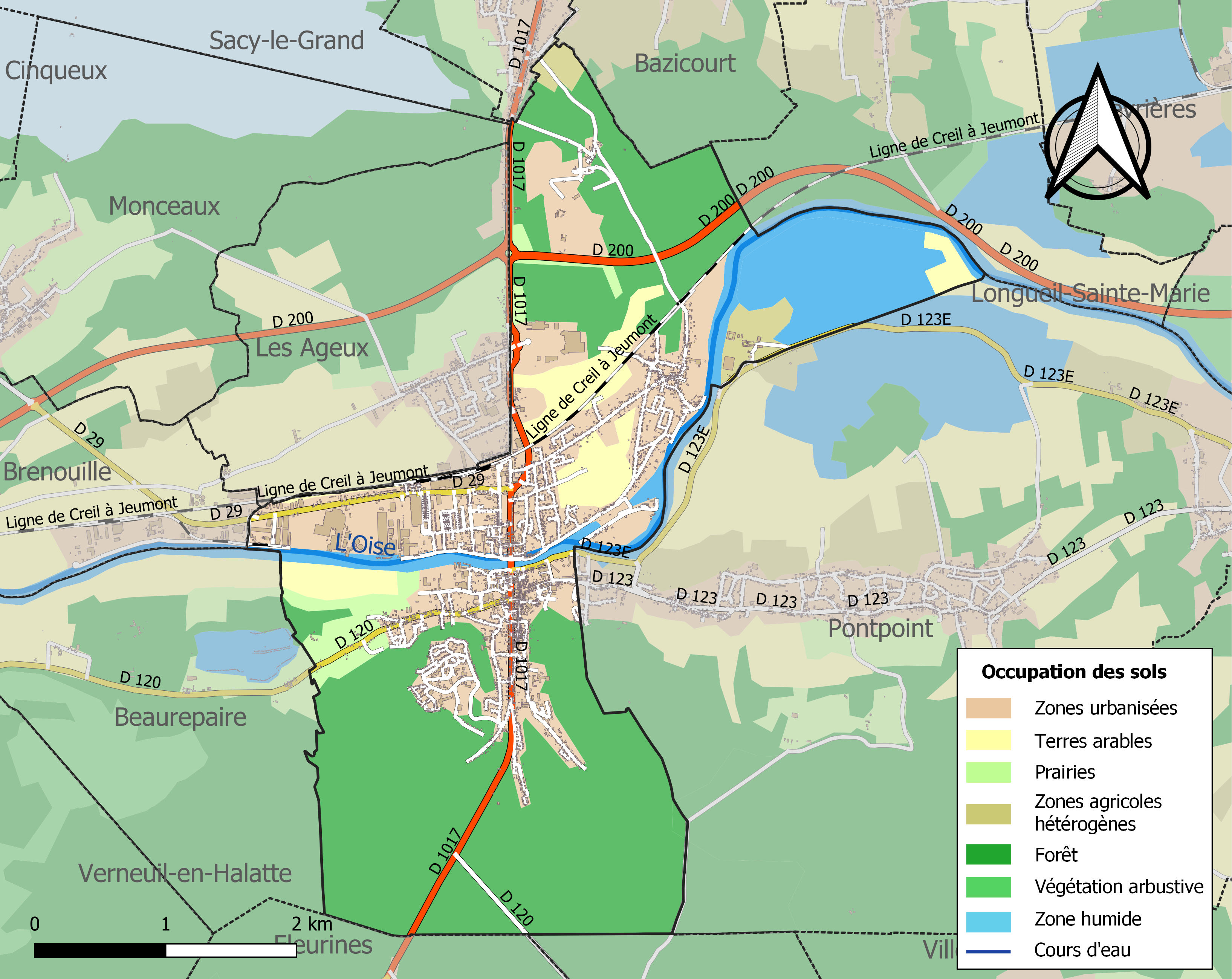

## Verkeer en vervoer
In de gemeente ligt spoorwegstation Pont-Sainte-Maxence.
Ten westen van het centrum is een rivierhaven op de Oise.

## Demografie
Onderstaande figuur toont het verloop van het inwonertal (bron: INSEE-tellingen).

## Geboren in Pont-Sainte-Maxence
- Romane Bohringer (1973), actrice